# Theretra silhetensis
Theretra silhetensis är en fjärilsart som beskrevs av Walker 1856. Theretra silhetensis ingår i släktet Theretra och familjen svärmare. Inga underarter finns listade i Catalogue of Life.

## Bildgalleri

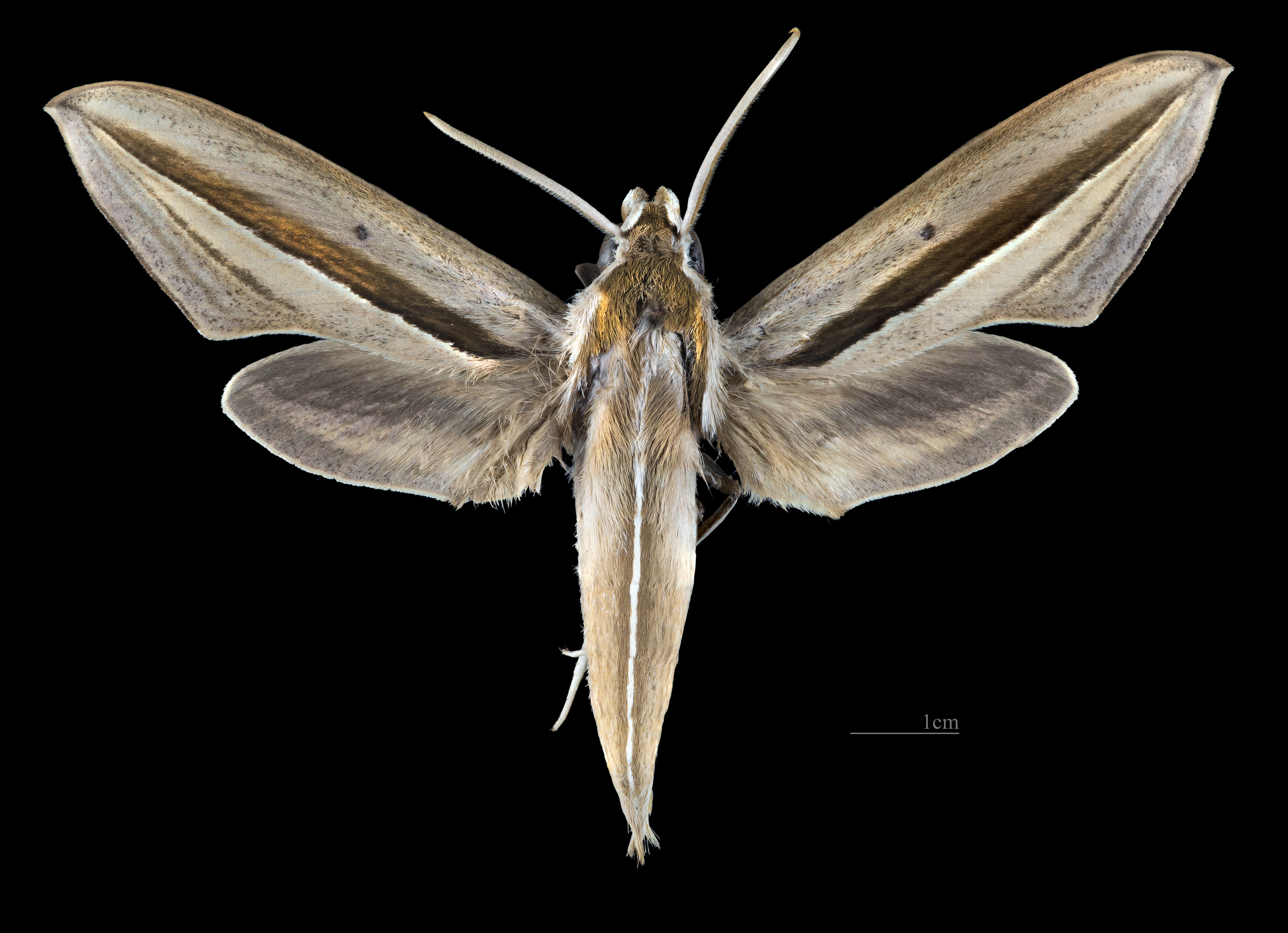
Theretra silhetensis ♂
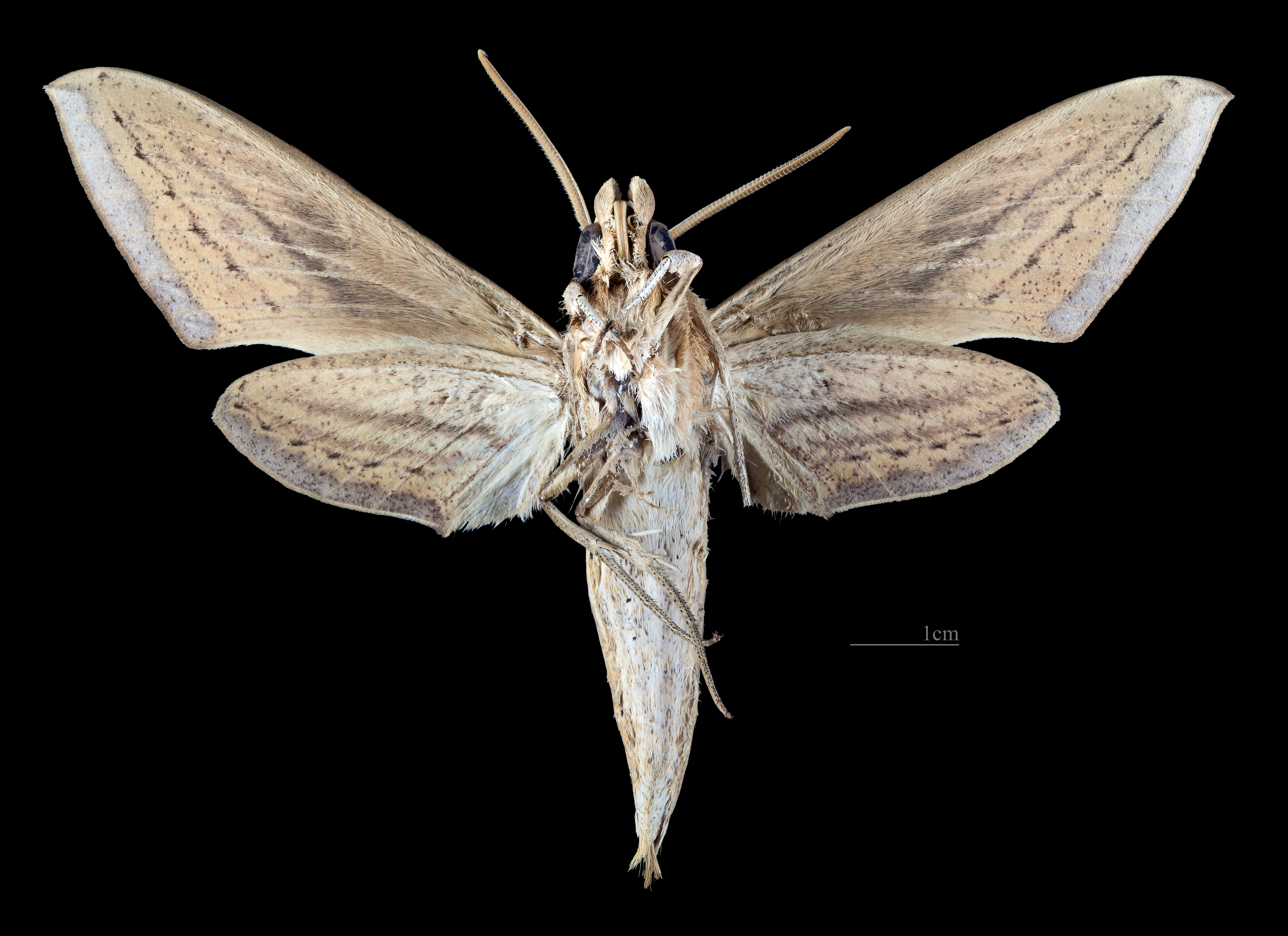
Theretra silhetensis ♂   △
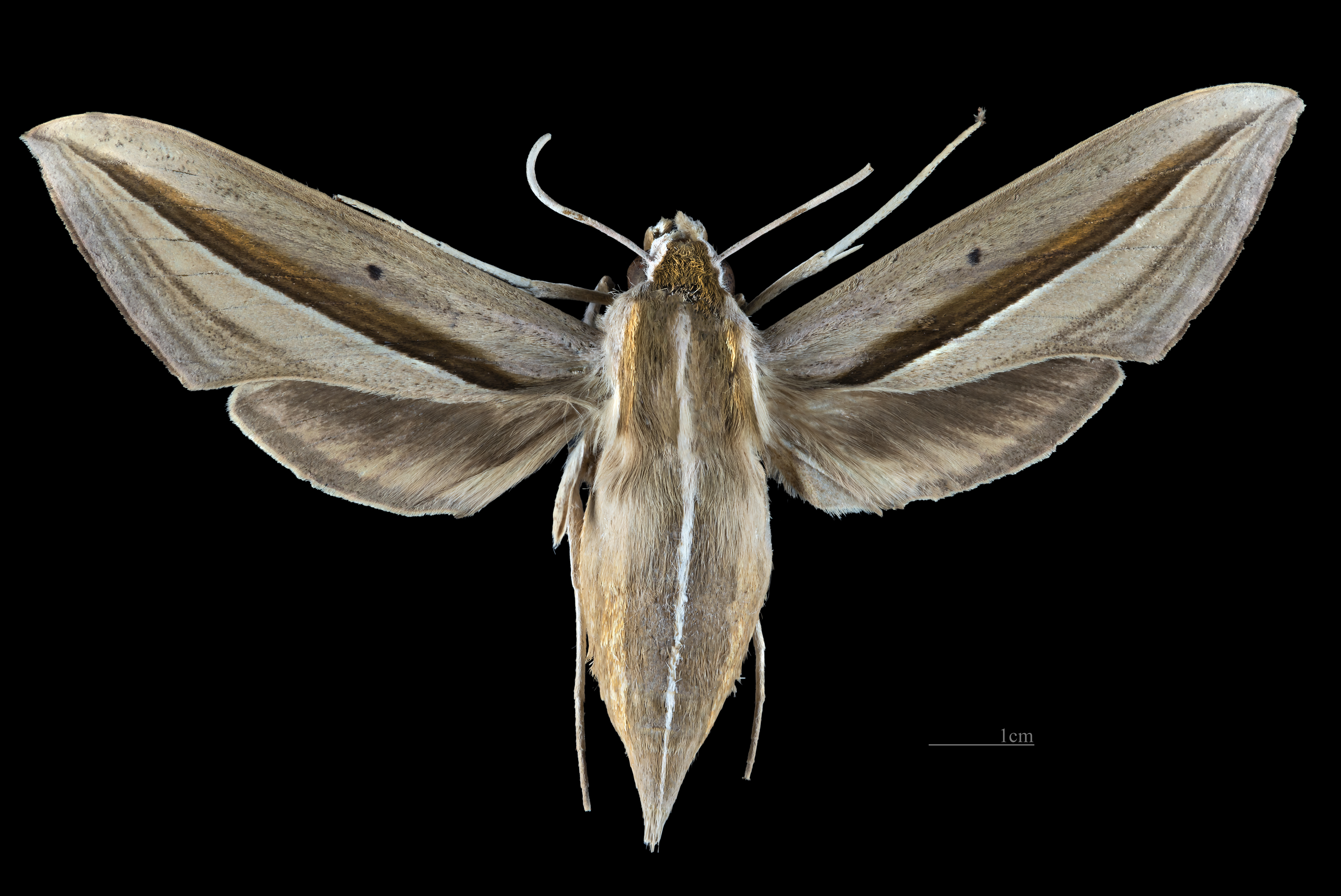
Theretra silhetensis   ♀
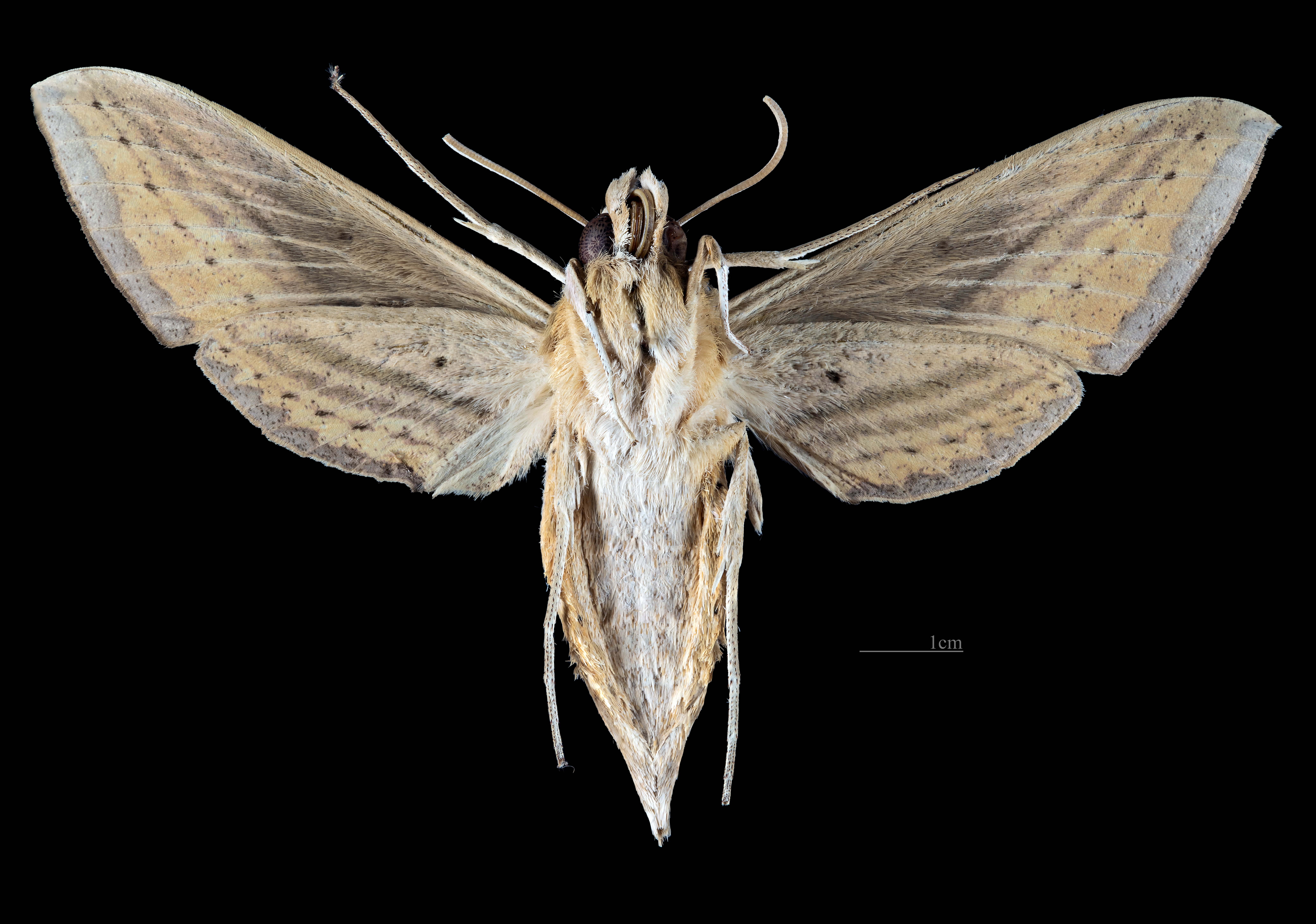
Theretra silhetensis   ♀ △
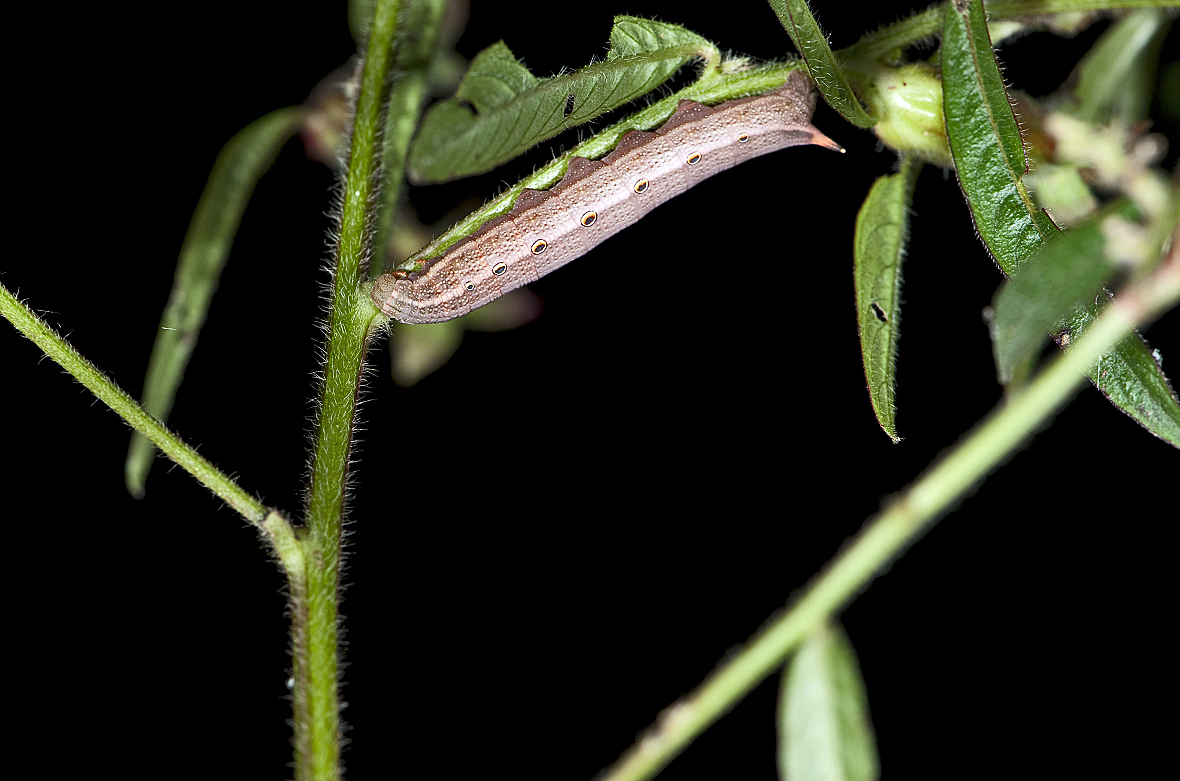
Larv